# Чисов'я
Чисо́в'я (англ. Chisovya) — вища традиційна громада у складі дистрикту Румфі Північного регіону Малаві.
Населення — 9234 особи (2018).